# Список умерших в 1243 году
В этой статье представлен список известных людей, умерших в 1243 году.
См. также: Категория:Умершие в 1243 году

## Январь
- 1 января — Бушар VI де Монморанси, сеньор де Монморанси (1230—1243).
- 16 января — Герман V — маркграф Бадена (1190—1243)
- 19 января — Каноэ Иезане[англ.] — японский чиновник, сэссё (1206, 1221—1223), кампаку (1206—1221, 1223—1228)

## Февраль
- 20 февраля — Романо Бонавентура — кардинал-дьякон Сант-Анджело-ин-Пескерия (1216—1234), кардинал-епископ Порто-Санта Руфина (1234—1243).
- Ричард де Бург, 1-й барон Коннахт — первый барон Коннахт (1227—1243), юстициарий Ирландии (1228—1232)

## Апрель
- 25 апреля — Бонифаций де Вольперга[фр.] — епископ Аосты (1219—1243), святой римско-католической церкви.

## Май
- 5 мая — Констанция Австрийская (30) — жена маркграфа Мейсена и Нидерлаузица Генриха III Светлейшего.
- 7 мая — Хью д'Обиньи, 5-й граф Арундел — граф Арундел (1224—1243)
- 8 мая — Евпраксия Псковская — жена князя Псковского Ярослава Владимировича, святая Русской православной церкви, убита
- 12 мая — Хьюберт де Бург, 1-й граф Кент — юстициарий Англии (1215—1232), граф Кент (1227—1232)
- 15 мая — Луи III — граф Лооза (1221—1227)

## Июнь
- 2 июня — Елюй Чуцай — государственный деятель Монгольской империи, советник Чингис-хана и Угэдэя. Учёный и писатель, организатор административной системы Монгольской империи.

## Июль
- Босо де Грангес[нем.] — епископ Сьона (1237—1243)

## Август
- 16 августа — Степан Твердиславич — Новгородский посадник (1230—1243).
- 22 августа — Томмазо да Капуя, католический церковный деятель, кардинал-священник Санта-Сабина (1216—1243), кардинал-дьякон Санта-Мария-ин-Виа-Лата (1216).

## Октябрь
- 7 октября — Генрих I[нем.] — епископ Шекау (1231—1243)
- 15 октября — Ядвига Силезская — жена Генриха I Бородатого, святая римско-католической церкви, покровительница сирот
- 26 октября — Бернард Кальво — епископ Вика (1233—1243), святой римско-католической церкви.

## Дата неизвестна или требует уточнения
- Абу эль-Хаггаг[нем.] — суфийский шейх.
- Балдуин Альнский, папский легат — посланник папы римского Григория IX в Прибалтике.
- Берлевин фон Фрайберг — маршал Тевтонского ордена в 1242—1243 годах, погиб в битве у озера Рензен.
- Гуго III де Водемон, граф Водемона (с 1242).
- Индраварман II — император Камбуджадеши (1218—1243)
- Лаврентий Латник — святой римско-католической церкви[1].
- Лукиан — монах Киево-Печерского монастыря, святой Русской православной церкви, убит монголами. Дата смерти предположительна.
- Маргарита (Анна) Бургундская — жена графа Савойи Амадея IV
- Моска деи Ламбери[итал.] — итальянский политик и военачальник, чьё имя связано с началом разделения флорентийской знати на гибеллинов и гвельфов.
- Николай I — православный патриарх Александрийский (1210—1243)
- Понс I де Кабрера — граф Урхеля (1236—1243).
- Санча Леонская, де-юре королева Леона (1230).
- Угуччоне Каквалоро[итал.] — епископ Турина (1230—1243)
- Фарибурз III — ширваншах из династии Кесранидов (1225—1243).
- Дардын Шервашидзе,полководец из рода Шервашидзе, состоявший на службе у румского султана Кей-Хосрова II.
- Эрменгол IX[англ.] — граф Урхеля (1243)